# Torn from Black Space
Albums de Death Cube K
Monolith
(2007)
Torn from Black Space est le 6e album de Buckethead à être publié sous l'anagramme de Death Cube K. L'album est sorti le 15 octobre 2009 par RareNoise Ltd.

## Liste des pistes
| 1.    | Slow Descent     | 6:54  |
| 2.    | Hallow Ground    | 6:49  |
| 3.    | Watchers         | 7:54  |
| 4.    | Path of the Dead | 6:56  |
| 5.    | Night Crawler    | 11:10 |
| 6.    | Hidden Chamber   | 11:48 |
| 51:31 |                  |       |